# 蔡一槐
蔡一槐（1527年—？），字景明，號沙塘、砂塘，福建泉州府晉江縣砂塘人，民籍，明朝政治人物。

## 生平
蔡一槐年六岁，往姑夫家看灯。姑夫试以对曰：“元宵灯火满街衢。”即应声曰：“大地文章连斗柄。”嘉靖十九年（1540年）中庚子榜举人，年仅14岁，填榜时主考因其年太少，留后不取。嘉靖二十二年（1543年）癸卯科福建鄉試第七十二名舉人。嘉靖三十八年（1559年）中式己未科會試第六十一名，三甲第一百三十四名進士。授户部主事，隆慶四年（1570年）八月由户部贵州司员外郎升任湖广按察司佥事，萬曆元年（1573年）监试湖廣鄉試，八月升廣東左參議，以京察罢归。
蔡一槐兴趣广泛。善书小楷、行草，精画墨兰、石竹，喜抚琴、对弈，玩古董、小物。

## 家族
曾祖蔡彌凱，驛丞；祖父蔡聰，壽官；父蔡珪。前母李氏；母葉氏。具庆下。兄蔡一桂，侄子蔡國炳，萬曆甲戌進士。從兄一春、一秋。